# داریل گادبولد
داریل گادبولد (انگلیسی: Daryl Godbold؛ زادهٔ ۵ سپتامبر ۱۹۶۴) بازیکن فوتبال اهل بریتانیا است.
از باشگاه‌هایی که در آن بازی کرده‌است می‌توان به باشگاه فوتبال کولچستر یونایتد اشاره کرد.